# Galina
Galina är ett ryskt kvinnonamn. Namnet kommer från grekiska "[γαλήνη]" (galēnē): "lugnet, ro", vilket också är namnet på en av nereiderna. Namnet Galina bärs av bland andra:
- Galina Kulakova, längdåkare
- Galina Kukleva, skidskytt
- Galina Maltjugina, friidrottare som tävlade i kortdistanslöpning
- Galina Murasjova, litauisk friidrottare
- Galina Savinkova, friidrottare
- Galina Starovojtova, politiker
- Galina Tjistjakova, friidrottare
- Galina Ulanova, ballerina
- Galina Vinogradova, orienterare
- Galina Visjnevskaja, sopran